# パルマス銀行
パルマス銀行（ポルトガル語: Banco Palmas）とは、ブラジル・セアラ州の州都フォルタレザ市パルメイラ（Palmeira）地区で1998年より運営されているコミュニティ・バンク。
パルメイラ地区の発祥は、1970年代にさかのぼる。当時同市にはビーチ沿いにいくつかのスラム街があったが、再開発によりこれらスラム街が取り壊され、元住民は内陸部への移転を余儀なくされたが、これがパルメイラ地区である。移転先には水道や道路、電気など基本インフラが整備されておらず、下水道設備もないことからたびたび洪水に悩まされたりした。このような状況を受けて、インフラ整備などを要求したり、あるいは住民自身でインフラを整備したりする住民運動が巻き起こった。この住民運動から「パルメイラ地区住民協会」(Associação dos Moradores do Conjunto Palmeira, ASMOCOMP）という住民団体が1981年に結成されたが、このASMOCOMPがパルマス銀行の母体である。
同銀行は地区内の企業に向けて、ブラジルの法定通貨であるレアルではなく、同地区内でのみ流通する地域通貨パルマで融資を行う。1パルマ＝1レアルという固定レートになっているが、これにより会計上煩雑な処理をしなくて済む。また、パルメイラ地区の住民は低所得者層が多いため、大手商業銀行などから融資を受けることが難しく、仮に融資を受けられても非常に高い利率を負担しなければならないが、住民自身が運営を行うパルマス銀行の場合、非常に低い金利で融資を受けることができ、経営上もパルマス銀行からの融資のほうが得であるといえる。これにより数多くの事業が同地区で生まれ、3万人強の人口を擁する同地区で、1000名以上に雇用が生まれている。その他、経済面で信用のおける住民に対してクレジットカードを発給するサービスや、住宅リフォームに対して融資を行うサービスなどもある。
また、オランダに本拠を構え、中南米各地で事業を運営しているNGO・STROと共同で、同銀行はフォメント・プロジェクトと呼ばれるプロジェクトを実践した。このプロジェクトではオランダからのODAで小学校が同地区に建設されたが、地区内の建設会社に対してその代金の一部をレアルではなくパルマスで支払うことで、地区内での資金循環＝経済効果を高めることができた。現在3万レアル（約150万円）ほどが地域内で流通しており、融資を通じて3450家族2万名ほどが同銀行のサービスの恩恵を受けている。また、同銀行では6名の有給職員を有しているが、これら有給職員の給与のうち2割はパルマで、そして残りの8割がレアルで支払われている。
2009年時点ブラジルでは同様の事例が47存在し、ベネズエラやアルゼンチン、またフランスでも同様の取り組みに対する関心が高まっている。

## リンク
- オフィシャルサイト （ポルトガル語）
- Youtube上の紹介ビデオ （ポルトガル語音声・英語字幕）
- パルマス銀行・フランス（フランス語）
- パルマス銀行の概要（英語）
- 西部忠, 橋本敬, 小林重人, 栗田健一, 宮﨑義久, 廣田裕之「ブラジル・パルマス銀行調査報告書」『Discussion PaperSeries B』第104号、北海道大学大学院経済学研究科、2012年5月、1-79頁、NAID 120004094736。